# Moni, Cypern
Moni (grekiska: Μονή) är en by i distriktet Limassol på Cypern, beläget två kilometer öster om Pyrgos. Moni hade 391 invånare år 2001.